# باشگاه فوتبال آرژانتینوس جونیورز
باشگاه فوتبال آرژانتینوس جونیورز (به اسپانیایی: Argentinos Juniors) یک باشگاه فوتبال در شهر بوئنوس آیرس، آرژانتین است.
این باشگاه در سال ۱۹۰۴ میلادی تأسیس شده است و سابقه ۳ قهرمانی در دسته برتر فوتبال آرژانتین و یک قهرمانی در جام لیبرتادورس (۱۹۸۵) را دارد.

## افتخارات

### ملی
- دسته برتر فوتبال آرژانتین (۳):: ۱۹۸۴، ۱۹۸۵، ۲۰۱۰

### بین‌المللی
- جام لیبرتادورس (۱): ۱۹۸۵